# Molécula de Rydberg
Una molécula de Rydberg es una especie química en estado electrónico excitado. Los estados moleculares excitados son generalmente diferentes de los estados atómicos excitados. Sin embargo, para sistemas moleculares altamente excitados, la interacción del núcleo iónico con un electrón excitado puede aumir los aspectos generales de la interacción entre el protón y el electrón en un átomo de hidrógeno. Las asignaciones espectroscópicas de estos estados siguen la fórmula de Rydberg, nombrada en honor al físico sueco Johannes Rydberg y son llamadas estados de Rydberg de las moléculas. Las series de Rydberg se asocian con la remoción parcial de un electrón del núcleo iónico. 
Cada serie de energías de Rydberg converge en una energía de ionización límite asociada con una configuración particular del núcleo. estos niveles energéticos cuantizados de Rydberg pueden asociarse con la descripción casi-clásica del átomo de Bohr. Mientras más cerca se esté de la energía de ionización límite, más alto es el número cuántico principal y más pequeña es la diferencia de energía entre los estados de Rydberg cercanos. Cuando un electrón es promovido a un estado energético mayor en una serie de Rydberg, la distancia del electrón al núcleo incrementa y el sistema se acerca más a la versión del átomo de Bohr.
Los estados de Rydberg de las moléculas con bajos números cuánticos principales pueden interactuar con otros estados electrónicos de la molécula. Esto causa cambios en la energía. La asignación de los estados de Rydberg usualmente involucra seguir una serie de Rydberg de números cuánticos principales de intermedios a altos. La energía calculada de los estados de Rydberg puede ser refinada al incluir una corrección llamada el defecto cuántico en la fórmula de Rydberg. El defecto cuántico puede ser asociado a la presencia de un núcleo iónico distribuido.
El estudio experimental de los estados moleculares de Rydberg se ha llevado a cabo con métodos tradicionales por generaciones, sin embargo, el desarrollo de técnicas basadas en láser como la espectroscopía de resonancia de ionización (Resonance Ionization Spectroscopy) ha permitido el acceso relativamente fácil a estos estados para ser utilizados como intermediarios. Esto es particularmente cierto para la espectroscopía de resonancia de ionización multifotón (Resonance Enhanced Multiphoton Ionization Spectroscopy, REMPI) debido a que los procesos multifotón involucran reglas de selección diferentes a las de un solo fotón. El estudio de los estados de Rydberg con números cuánticos principales altos ha dado lugar a un gran número de técnicas espectroscópicas.
El dihelio (He2*) fue la primera molécula de Rydberg en ser descubierta.

## Otros tipos
En 2009, se creó una molécula de Rydberg diferente por investigadores en la Universidad de Stuttgart. En estas moléculas, la interacción entre un átomo de Rydberg y un átomo en estado basal conduce a un nuevo tipo de enlace. Dos átomos de rubidio fueron utilizados para crear una molécula que sobrevivió por 18 microsegundos.
En 2016, se observó una molécula de Rydberg mariposa por una colaboración entre investigadores de la Universidad Tecnológica Kaiserslautern y la Universidad Purdue. Una molécula de Rydberg mariposa es un emparejamiento de un átomo de Rydberg y un átomo en estado basal que es favorecido por la presencia de una forma resonante en la dispersión del electrón de Rydberg y el electrón en estado basal. Este nuevo tipo de enlace atómico fue teorizado en 2002 y se caracteriza por una distribución de densidad electrónica que recuerda la forma de una mariposa. Como consecuencia del poco convencional método de enlace, las moléculas mariposa muestran propiedades peculiares como múltiples estados basales vibracionales a diferentes longitudes de enlace y grandes momentos dipolares que superan los 500 debye.